# Белое (озеро, Гафурийский район)
Белое, Аккуль (баш. Аҡкүл) — озеро в Гафурийском районе Башкортостана, на территории заказника «Белоозёрский». Памятник природы (с 1965 года).

## Общая характеристика
Площадь зеркала — 8,8 км², по другим данным 8,32 км². Длина — 6,2 км, средняя ширина — 1,4 км, наибольшая ширина — 2 км, средняя глубина — 3,9 м (максимальная — 11 м), объём воды 34,5 млн м³.
Озеро является проточным — из него вытекает река Прорва (протока Белой). Озеро мезотрофное.
Ландшафты вокруг озера представлены пойменными лесами (берёза, вяз, ива, калина, ольха, осина, черёмуха) и лугами. Побережье занято гречихой земноводной, лютиком едким, осокой, стрелолистом, хвощом и др. Обитают карась, карп, лещ, сазан, судак, сом, язь, кряква, погоныш, чайка, чирок и др.

## Название
Значение двойное: аҡ значит и «белое», и «священное», плюс күл — «озеро». Башкиры-табынцы, живущие в Гафурийском районе, озеро Аҡҡүл считают священным).

## ООПТ
Объекты охраны:
1. Одно из крупнейших озёр Республики Башкортостан с высоким биоразнообразием.
2. Местообитание фоновых и редких видов животных (бобр, ондатра, водоплавающие птицы.).

В 2018 году памятник природы реорганизован в состав заказника «Белоозёрский».